# منتزعة الكبريت الأيداهونينية
منتزعة الكبريت الأيداهونينية (الاسم العلمي: Desulfovibrio idahonensis) هي نوع من البكتيريا، سلبية الغرام، تتبع جنس منتزعة الكبريت.